# Саммит АТЭС 2018
Саммит АТЭС 2018 (англ. APEC Papua New Guinea 2018) - ежегодное мероприятие Азиатско-Тихоокеанского экономического сотрудничества (АТЭС). В 2018 году местом проведения саммита была выбрана Папуа-Новая Гвинея. Страна в первый раз принимала АТЭС. В саммите участвовала 21 страна, в том числе США, Японию, Россию и Китай.

## Процесс саммита
Саммит АТЭС начался с церемонии встречи прибывающих представителей делегаций с руководством страны.
В рамках саммита планировали обсудить ключевые вопросы по развитию Азиатско-Тихоокеанского региона (АТР). Также обсуждали обеспечение устойчивого роста и развитие торговли в новых условиях, в связи с торговой политикой Дональда Трампа.
Разногласия между США и Китаем повлияли на составление итоговой декларации. Также и другие страны не сошлись в вопросах, связанных с ВТО. В итоге участники приняли декларацию, но в урезанном формате: все спорные моменты, которые случились на саммите, были исключены.